# 富士の山優斗
富士の山 優斗（ふじのやま ゆうと、2000年7月26日 - ）は、静岡県富士市出身で、藤島部屋所属の現役大相撲力士。本名は鈴木 優斗（すずき ゆうと）。身長182.5cm、体重141.0kg、血液型はO型。最高位は西幕下11枚目（2020年11月場所）。

## 来歴
富士市立丘小学校4年次から地元の富士わんぱく相撲クラブで相撲を始めて、わんぱく相撲全国大会に3年連続で出場、6年次にはベスト8まで進出している。富士市立岳陽中学校では柔道部に所属していたが、引き続き相撲道場にも通っており、2年次に大相撲の藤島部屋で稽古をする機会があったことで、「大相撲に入るなら藤島部屋」と決意した。飛龍高校では1年次から団体戦に出場し、2年次に全国高校相撲選抜大会で団体優勝・個人準優勝、3年次に高校総体で団体3位・個人3位入賞の実績を残した。東洋大学などから勧誘もあったが、「大相撲でやりたいのであれば、少しでも早いほうがいい」という18代藤島（元大関・武双山）の考えもあり、高校卒業を待たずに2019年1月場所で初土俵を踏んだ。
初めて序ノ口に番付の載った2019年3月場所を4勝3敗で勝ち越して以降、負け越し知らずで番付を上げたが、西幕下11枚目まで番付を上げた2020年11月場所で入門以来初めての負け越しとなった。
2023年1月場所に四股名を出身地に因んで「富士の山」に改名。この四股名は入門する前から師匠が決めていたものである。

## 主な成績
2025年7月場所終了現在
- 通算成績：144勝122敗（39場所）

### 場所別成績
| | 一月場所 初場所（東京） | 三月場所 春場所（大阪） | 五月場所 夏場所（東京） | 七月場所 名古屋場所（愛知） | 九月場所 秋場所（東京） | 十一月場所 九州場所（福岡） |
| --- | ----------------------- | ----------------------- | ----------------------- | --------------------------- | ----------------------- | --------------------------- |
| 2019年 （平成31年 /令和元年） | （前相撲）              | 西序ノ口20枚目 4–3      | 西序二段85枚目 5–2      | 東序二段40枚目 6–1          | 西三段目75枚目 6–1      | 西三段目18枚目 4–3          |
| 2020年 （令和2年） | 西三段目10枚目 4–3      | 西幕下59枚目 4–3        | 感染症拡大 により中止   | 東幕下49枚目 6–1            | 東幕下21枚目 5–2        | 西幕下11枚目 2–5            |
| 2021年 （令和3年） | 西幕下22枚目 1–6        | 東幕下47枚目 4–3        | 東幕下38枚目 2–5        | 東三段目筆頭 2–5            | 西三段目20枚目 4–3      | 東三段目8枚目 5–2           |
| 2022年 （令和4年） | 東幕下47枚目 5–2        | 東幕下27枚目 4–3        | 西幕下19枚目 4–3        | 西幕下15枚目 4–3            | 東幕下12枚目 3–4        | 東幕下19枚目 1–6            |
| 2023年 （令和5年） | 東幕下43枚目 5–2        | 西幕下28枚目 4–3        | 西幕下23枚目 5–2        | 西幕下13枚目 3–4            | 西幕下19枚目 3–4        | 東幕下26枚目 4–3            |
| 2024年 （令和6年） | 東幕下22枚目 4–3        | 西幕下16枚目 3–4        | 西幕下19枚目 2–5        | 東幕下35枚目 4–3            | 東幕下27枚目 3–4        | 西幕下34枚目 4–3            |
| 2025年 （令和7年） | 東幕下26枚目 5–2        | 西幕下12枚目 3–4        | 東幕下19枚目 4–3        | 西幕下13枚目 3–4            | x                       | x                           |
| 各欄の数字は、「勝ち-負け-休場」を示す。 優勝 引退 休場 十両 幕下 三賞：敢=敢闘賞、殊=殊勲賞、技=技能賞 その他：★=金星 番付階級：幕内 - 十両 - 幕下 - 三段目 - 序二段 - 序ノ口 幕内序列：横綱 - 大関 - 関脇 - 小結 - 前頭（「#数字」は各位内の序列） |                         |                         |                         |                             |                         |                             |

## 改名歴
- 鈴木 優斗（すずき ゆうと）2019年1月場所 -2022年11月場所
- 富士の山 優斗（ふじのやま -）2023年1月場所 -